# イザベル・ベロ＝アマデイ
イザベル・ベロ＝アマデイ（仏: Isabelle Berro-Amadeï、, 1965年10月24日 - ）は、モナコの政治家、法律家、外交官。欧州人権裁判所判事を歴任。2022年から対外関係・協力大臣を務める。2025年に前任者のディディエ・ギヨームから国務大臣代行に任命されたが、ギヨームが在任中に死去したため、引き続き職務を代行している。暫定的な職務代行とはいえ、モナコ初の女性国務大臣である。

## 来歴
1983年から1987年にかけてニース大学で法学を学んだ後に国立司法学院に入学し、首席で卒業。1989年、ベロ＝アマデイはモナコ公国司法局の職員になった。翌年にモナコ上級裁判所判事となり、2006年から2012年まで、ベロ＝アマデイはストラスブールの欧州人権裁判所（ECHRH）の判事として派遣される。
2016年から2022年までモナコの駐ドイツ大使（兼オーストリア大使兼ポーランド大使兼ウィーン国際機関モナコ代表）を務め、外交経験を積んだ。
2025年1月10日、ディディエ・ギヨーム国務大臣（当時）から国務大臣代行に指名されたが、1週間後にギヨームは病死。ギヨームの死後も引き続き国務大臣を代行し、6月4日にアルベール2世が後任の国務大臣にフィリップ・メトゥーを指名した。しかしメトゥーが7月4日の就任宣誓を前に、6月26日に就任を辞退したため、改めて7月3日にクリストフ・ミルマンが新国務大臣に指名され、7月21日に就任することとなった。